# Liste Bonino
La Liste Bonino (en italien : Lista Bonino) est le nom d'une liste électorale qui s'est présentée aux élections du Parlement européen de 1999 et 2004, présentée et soutenue par les Radicaux italiens et la personnalité d'Emma Bonino, ancienne commissaire européenne, dont elle tire son nom.
Après avoir obtenu 8,5 % (en juin 1999) et 7 députés européens (4e force politique italienne), et deux députés en juin 2004 (Emma Bonino et Marco Pannella), bien qu'elle ait augmenté son score (743 299 voix, 2,42 %), elle n'obtient aucun député lors de sa troisième campagne en raison du seuil, nouvellement créé, de 4 %.